# Alien Abduction - Rapimenti alieni
Alien Abduction - Rapimenti alieni (Alien Abduction) è un film del 2014 diretto da Matty Beckerman. È un film horror fantascientifico statunitense scritto da Robert Lewis e girato in stile found footage.
Il film è stato distribuito in VOD il 4 aprile 2014 e ha avuto anche una distribuzione cinematografica limitata. Il film è interpretato da Riley Polanski nei panni di un bambino autistico di 11 anni che registra il suo calvario da addotto.

## Trama
La famiglia Morris si reca in montagna per una vacanza. Ben presto capiranno che il navigatore ha sbagliato strada e che una forza non umana è pronta a perseguitarli.

## Produzione
Beckerman è stato ispirato a creare Alien Abduction mentre viveva nella Carolina del Nord e ha sentito una leggenda locale su strane luci viste sul crinale di montagna e che le persone affermassero di essere state rapite mentre le osservavano. Ha anche tratto ispirazione dal regista Alfred Hitchcock e ha incluso una scena con diverse dozzine di uccelli come tributo a lui. Mentre lavoravano alla sceneggiatura di base, Beckerman e lo sceneggiatore Robert Lewis volevano avere una motivazione valida per Riley per continuare a filmare anche quando le cose diventavano pericolose, e hanno deciso di usarlo come meccanismo di copingper per Riley dopo che uno psicologo ha informato Beckerman di aver precedentemente curato un bambino autistico che ha filmato tutto ciò che ha fatto. Lewis ha completato la sceneggiatura prima delle riprese, ma Beckerman ha scelto di consentire agli attori di improvvisare le loro battute per consentire loro di entrare più facilmente nei personaggi. Le riprese si sono svolte nella Carolina del Nord nella contea di Burke, nella contea di Avery, nella contea di Watauga e a Bryson City.

## Accoglienza

### Botteghino
Distribuito nei cinema statunitensi dal 6 aprile 2014, il film ha incassato nel suo primo weekend 10.514 dollari. In totale, nei soli Stati Uniti ha incassato 12.897 mentre complessivamente in tutto il mondo ne ha guadagnati 82.725.

### Critica
Su Rotten Tomatoes, il film ha conseguito un indice di gradimento del 28%, sulla base di 18 recensioni con una valutazione media di 4,4/10. Metacritic assegna al film un punteggio medio ponderato di 46 su 100, basato su 10 critici, indicando "recensioni contrastanti o medie".
Gli elogi comuni per il film sono incentrati sul fatto che nella trama il personaggio del piccolo Riley fa uso della sua videocamera in modo da renderla un meccanismo di adattamento per la sua problematica di autismo; infatti molti critici ritengono che questa idea a livello di trama fornisca una valida giustificazione al personaggio per continuare ad usare la sua videocamera "quando qualsiasi persona sana di mente smetterebbe di riprendere in video, getterebbe via la telecamera ed inizierebbe a scappare". La maggior parte delle critiche al film, invece, sono concentrate sulla trama eccessivamente vaga, e sull'eccessiva quantità di jumpscare.

## Riconoscimenti
- 2015 - iHorror Awards
  - Nomination Miglior horror fantascientifico